# France au Concours Eurovision de la chanson 1965
La France a participé au Concours Eurovision de la chanson 1965 à Naples, en Italie. C'est la dixième participation de la France au Concours Eurovision de la chanson.
Le pays est représenté par Guy Mardel et la chanson N'avoue jamais, sélectionnés en interne par l'ORTF.

## Sélection
L'Office de radiodiffusion-télévision française (ORTF) choisit l'artiste et la chanson en interne pour représenter la France au Concours Eurovision de la chanson 1965. L'ORTF sélectionne la chanson française pour la première fois en remplaçant et succédant à la RTF.
Lors de cette sélection, c'est le chanteur et compositeur Guy Mardel et sa chanson N'avoue jamais qui furent choisis. Après sa sortie, N'avoue jamais connaîtra un franc succès en se classant en 1re position des hit-parades français et belges (flamand et wallon).   Parmi les autres candidats, il y avait notamment Marie Laforêt, Sophie Darel et Michèle Torr.

## À l'Eurovision
Chaque jury national attribue un, trois ou cinq points à ses trois chansons préférées.

### Points attribués par la France
| 5 points | Suisse      |
| 3 points | Italie      |
| 1 point  | Yougoslavie |

### Points attribués à la France
| 5 points               | 3 points                           | 1 point                         |
| ---------------------- | ---------------------------------- | ------------------------------- |
| - Monaco - Yougoslavie | - Allemagne - Espagne - Luxembourg | - Finlande - Irlande - Pays-Bas |

Guy Mardel interprète N'avoue jamais en 11e position lors du concours suivant la Suède et précédant le Portugal. Au terme du vote final, la France termine 3e sur 18 pays, obtenant 22 points,.